# 公立福生病院
公立福生病院（こうりつふっさびょういん）は、東京都福生市加美平1丁目6番地1にある医療機関。福生市、羽村市、西多摩郡瑞穂町の2市1町で構成する一部事務組合、福生病院組合が運営する公立の病院である。
東京都災害拠点病院であり、二次救急指定病院でもある。

## 沿革
1945年（昭和20年）4月に昭和飛行機工業株式会社が職員病院として開院。
1946年（昭和21年）に福生町など7町村が結成した一部事務組合の「財団法人多摩保健会」が経営を承継した。
しかし、「財団法人多摩保健会」が解消されることになったこともあり、厚生省や東京都の支援を受けて、1948年（昭和23年）8月に国民健康保険事業の推進を図るためとして東京都国民健康保険団体連合会が経営を承継した。
2001年（平成13年）4月1日、同会から福生市、羽村市、瑞穂町の2市1町で構成する福生病院組合に経営を移管し、公立福生病院が誕生した。2006年に全面的な建て替え工事に着手し、2010年2月にフルオープンした。

### 年表
- 1945年（昭和20年）4月 - 昭和飛行機工業株式会社が職員病院として開院[2]。
- 1946年（昭和21年） - 福生町など7町村が結成した一部事務組合の「財団法人多摩保健会」が経営を承継[2]。
- 1948年（昭和23年）8月 - 東京都国民健康保険団体連合会が経営を承継[2]。
- 1952年（昭和27年）度 - 一部事務組合による福生結核病院を併設[3]。
- 1965年（昭和40年）3月31日 - 横田基地の防音対策を兼ねた改築の第1期工事が竣工[3]。
- 1966年（昭和41年）3月 - 横田基地の防音対策を兼ねた改築の第2期工事が竣工[3]。
- 2000年（平成12年）4月 - 福生市、羽村市、西多摩郡瑞穂町の2市1町で、福生病院組合が設立される。
- 2001年（平成13年）4月 - 福生病院組合が経営を承継し、「公立福生病院」となる。
- 2001年（平成13年）4月 - 東京都指定二次救急医療機関となり、人工透析、リハビリテーション等の運営が始まる。
- 2003年（平成15年）2月 - 新病院建て替えによる基本構想、基本計画を策定。
- 2006年（平成18年）3月 - 立体駐車場完成。
- 2006年（平成18年）7月 - 新病院建築工事に着手。
- 2008年（平成20年）10月 - 新病院第1期オープン。
- 2009年（平成21年）2月27日 - 東京都災害拠点病院に指定される。
- 2010年（平成22年）2月1日 - 新病院第2期オープン。

## 医療機関の指定等
- 保険医療機関
- 救急告示医療機関
- 休日・全夜間診療事業実施医療機関（内科系・外科系）
- 労災保険指定医療機関
- 指定自立支援医療機関（更生医療・育成医療）
- 生活保護法指定医療機関
- 原子爆弾被害者一般疾病医療取扱医療機関
- 母体保護法指定医の配置されている医療機関
- 災害拠点病院
- 臨床研修指定病院
- DPC対象病院

## 診療科等
内科系
- 内科
- 精神科
- 循環器内科
- 小児科

外科系
- 外科
- 整形外科
- 脳神経外科
- 心臓血管外科
- 皮膚科
- 泌尿器科
- 産婦人科
- 眼科
- 耳鼻咽喉科

歯科系
- 歯科口腔外科

中央診療部門
- 放射線科
- 麻酔科
- 薬剤科
- 臨床検査科
- 栄養科
- リハビリテーション科

- 地域医療連携室

## その他
- 先進医療として、超音波骨折治療法（四肢の骨折（治療のために手術中に行われるものを除く。）のうち、観血的手術を実施したもの（開放骨折又は粉砕骨折に係るものを除く。）に係るものに限る。）を実施している。
- 初診時に紹介状がない場合、保険外療養費として1,360円が加算される。

## アクセス
- JR東日本青梅線福生駅東口より徒歩5分

バス「福生病院」下車（はむらん・福生市福祉バスは構内）
- 立川バス
  - 福12福生駅東口／瑞穂都営住宅循環
  - 福13福生駅東口／箱根ケ崎駅ゆき
  - 福14福生駅東口／羽村駅東口ゆき（本数少）
- 羽村市コミュニティバス「はむらん」
  - 羽村東コース：羽村駅東口方面（平日一部便のみ）
- 福生市福祉バス（乗車証所持者のみ利用可）
  - 福生コース：日・祝日、年末年始を除く一日8便
  - 熊川コース：日・祝日、年末年始を除く一日8便